# Iconom
Iconom este un rang onorific bisericesc care se conferă preoților cu o activitate pastorală remarcabilă de către episcopul eparhiot. Preoții care au un asemenea rang poartă ca semn distinctiv un brâu roșu, iar la serviciile religioase și o bederniță.
În Biserica Ortodoxă Română, conform articolului 145, alineatul 2 din Statutul BOR, "rangul de iconom se acordă de Chiriarh, într-o ședință a Permanenței Consiliului Eparhial, preoților sachelari, care au o activitate bisericească remarcabilă. Iconomul poartă ca semn distinctiv brâu roșu, iar la serviciile religioase, bederniță." 